# Dermestes maculatus
Dermestes maculatus is een keversoort uit de familie spektorren (Dermestidae). Een niet algemene maar soms gebruikte Nederlandse naam is huidkever. De wetenschappelijke naam van de soort werd in 1774 gepubliceerd door DeGeer.
De soort leeft van allerlei soorten eiwitrijk, vaak dierlijk, materiaal. Kadavers worden vaak door de larven kaalgevreten. Om die reden heeft de kever betekenis in forensisch onderzoek. Beschreven is dat ook levende vogels, kalkoenen, kunnen worden aangevallen. Maar ook gedroogde vleesvoorraden en niet gelooide dierenhuiden kunnen worden aangevreten.
De soort kent een vrijwel wereldwijde verspreiding.